# Wassily Gerassimez

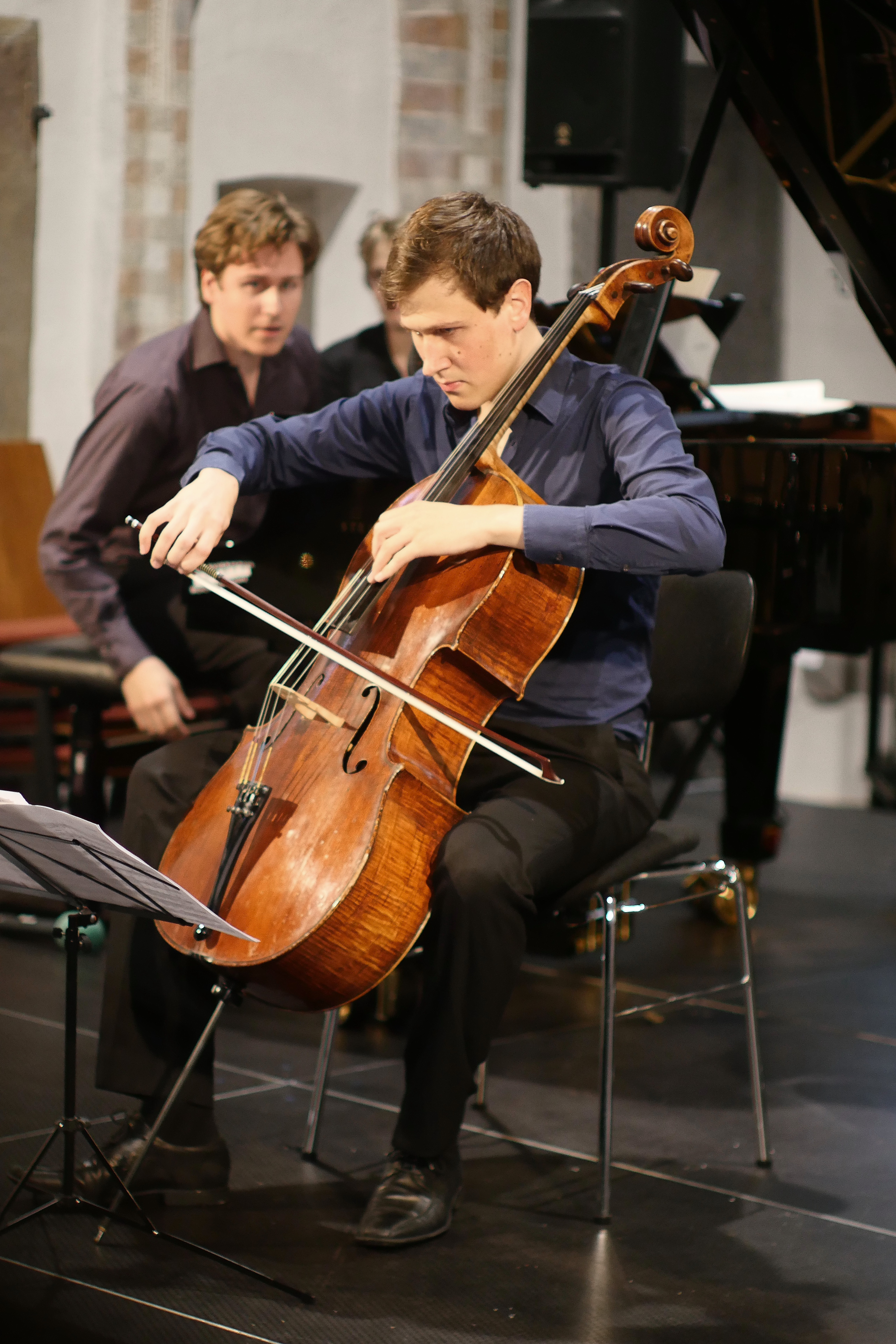
Gerassimez, 2014

Wassily Gerassimez (* 21. Juni 1991 in Essen) ist ein deutscher Cellist und Komponist.

## Werdegang
Mit elf Jahren wurde Gerassimez zunächst Jungstudent bei Gotthard Popp in Düsseldorf, später bei Michael Sanderling in Frankfurt. Mit 17 Jahren wechselte er zu Peter Bruns an die Hochschule für Musik und Theater Leipzig und machte dort 2016 sein Bachelorexamen. Seitdem studiert er Jazz-Cello bei Stephan Braun an der Musikhochschule in Hannover.
Seit 2003 spielt er ein Violoncello von Georges Chanot, Paris um 1840, eine Leihgabe aus dem Instrumentenfond der Deutschen Stiftung Musikleben.
Gerassimez gastierte als Solist u. a. mit der Staatsphilharmonie Rheinland-Pfalz, den Münchner Symphonikern und dem Konzerthausorchester Berlin. Zudem gastiert er u. a. beim Schleswig-Holstein Musikfestival, bei den Festspielen Mecklenburg-Vorpommern und beim Heidelberger Frühling, Festspiele Mecklenburg-Vorpommern, Gezeitenkonzerte in Ostfriesland, Bergische Symphoniker, Neubrandenburger Philharmonie und Musikfestival „The Next Generation III“. Regelmäßig konzertiert er mit seinen Brüdern Nicolai (Klavier) und Alexej (Perkussion).

## Komposition
Seit seiner Kindheit komponiert Gerassimez eigene Stücke. Stilistisch reicht die Spanne seiner Kompositionen von Bebop und Blues hin zu Programmmusik. Das Cello wird durch seine Kompositionen mal zur Jazz-Gitarre, mal zum Perkussionsinstrument. Inspirationsquelle ist für Gerassimez vor allem das Klavier. Viele Stücke basieren auf vorangegangenen Improvisationen am Instrument. Ein wichtiger Bestandteil seiner Kompositionen ist überdies das Experimentieren mit Klängen und Techniken.

### Kompositionen (Auswahl)
- Fantasia für Kammerorchester (2008)
- Transition für Cello und Klavier (2009), Youtube[3]
- Cello Blues für Cello Solo (2010) Youtube[4]
- Zwischen den Steinen für Cello Solo (2011) Youtube[5]
- Deux Arts für Jazz-Combo (2013)
- Amira für Cello und Klavier (2014) Youtube[6]
- Melancholia für Cello und Klavier (2014) Youtube[7]
- Bilbao für 12 Celli (2015) Youtube[8]
- La Guitarra für Cello Solo (2015) Youtube[9]
- Letzte Nacht im Orient für Cello Solo (2015) Youtube[10]
- Momento für Percussion, Klavier, Cello (2015) Youtube[11]
- Sternschnuppe für Klavier (2017) Youtube[12]

## Auszeichnungen
- 2002: 1. Preis beim Internationalen Wettbewerb für Violoncello in Liezen (Österreich)
- 2004: 1. Preis bei Jugend musiziert für Violoncello Solo auf Bundesebene mit Höchstpunktzahl und Sonderpreis.
- 2005: 1. Preis beim Internationalen Dotzauer Wettbewerb für Violoncello in Dresden.
- 2006: Aalto Preis im Aalto-Theater Essen
- 2010: 1. Preis bei Jugend musiziert für Violoncello Solo auf Bundesebene mit Höchstpunktzahl und Sonderpreisen.
- 2012: 1. Preis Deutscher Musikwettbewerb mit Bruder Nicolai Gerassimez in der Kategorie Duo

## Diskographie
- Wassily & Nicolai Gerassimez Free Fall: Works for Cello and Piano (Genuin, 2013)[13]